# Fridrich II. z Vaudémontu
Fridrich II. z Vaudémontu, také znám jako Fridrich II. Lotrinský (1428? – 31. srpna 1470) byl v letech 1452 až 1470 hrabětem z Vaudémontu a pánem ze Joinvillu.

## Život
Narodil se jako syn Antonína z Vaudémontu a jeho manželky Marie z Harcourtu, hraběnky z Harcourtu a baronky z Elbeufu. V roce 1445 se oženil se svou sestřenicí Jolandou Lotrinskou, dcerou Reného I. z Anjou a Izabely Lotrinské. Toto manželství ukončilo soudní spory mezi otcem nevěsty a ženicha, v souvislosti s následnictvím v lotrinském vévodství. Fridrich měl s Jolandou šest dětí. V roce 1453 ho tchán jmenoval velitelem vojsk, která poslal na pomoc francouzskému dauphinovi Ludvíkovi v boji proti savojskému vévodovi. V roce 1456 René svěřil Fridrichovi vládu nad barským vévodstvím a v roce 1459 mu udělil čestný titul generálporučíka Sicílie.